# L'Aigle
L'Aigle (fram till 1961 skrivet Laigle) är en kommun i departementet Orne i regionen Normandie i nordvästra Frankrike. Kommunen är chef-lieu över 2 kantoner som tillhör arrondissementet Mortagne-au-Perche. År 2022 hade L'Aigle 7 771 invånare.

## Befolkningsutveckling
Antalet invånare i kommunen L'Aigle
| Referens: INSEE |

## Historia

### Stadens ursprung
De första spåren på staden är från år 1010 då baronen Fulbert Beina byggde ett slott. Enligt legenden sägs det att slottet byggdes på platsen där ett örnbo hittades, vilket förklarar stadens namn "l'Aigle" som på svenska betyder "örn".
Innan Fulbert Beina byggde sitt slott fanns det redan en växande verksamhet i området. Detta på grund av bäcken "La Risle" som går genom staden. Innan staden tog namnet "L'Aigle" hette det "BEC HAM" från skandinaviska "BEC" och "HAM".

### Medeltiden
Under medeltiden och kriget mellan Frankrike och England var staden en strategisk plats med sin borg.

### 1900-talet
Under andra världskriget ockuperades l'Aigle av tyskarna år 1940. Staden befriades den 22 augusti 1944 av den brittiska armén efter att staden blivit bombad i syfte att driva bort tyskarna.